# Eugénio Salessu
Eugénio Salessu (Chicala-Choloanga, 27 de agosto de 1923- 20 de janeiro de 2011) foi um religioso católico angolano, bispo da diocese de Malanje.
Nasceu na vila de Nunda, no município de Chicala-Choloanga, província do Huambo, em 27 de agosto de 1923. Era filho de Sakapinga Salessu e de Sungo Salessu. Foi baptizado na Missão Catolica do Bailundo aos 24 de julho de 1924, registado sob o número 1582.
Foi confirmado na Missão do Cuando, na cidade do Huambo, no dia 16 de janeiro de 1937, recebendo a primeira comunhão na mesma missão em 1938. Fez a instrução primária na Missão Catolica do Cuando de 1939 a 1941 e continuou os estudos no Seminário Menor do Cuíto-Bié de 1941 a 1948. Continuou os estudos no Seminário Menor da Caála de 1948 a 1951, seguindo para o estágio no na Missão Catolica do Jau de 1951 a 1952. Cursou teologia no Seminário Maior Inter-diocesano de Cristo Rei, no Huambo, de 1952 a 1957.
Foi ordenado ao diaconato no Huambo aos 13 de julho de 1957 e ao presbiterado no Huambo aos 14 de julho de 1957. Seguiu para licenciar-se em teologia dogmática na Pontifícia Universidade Gregoriana de 1957 a 1960. Regressado de Roma em outubro de 1960, foi colocado no Seminário Maior Inter-diocesano de Cristo Rei como professor e capelão do Hospital Central e das Irmãs Espiritanas na mesma instituição. Em 1962 foi colocado na Missão do Lungongo.
Em outubro de 1963 foi transferido para a Paróquia do Cubal e em novembro de 1967 novamente colocado no Seminário Maior Inter-diocesano de Cristo Rei como professor. Em julho de 1971 foi transferido para o Seminário Menor da Caála para trabalhar como reitor.
Em janeiro de 1975 foi nomeado Vigário-Geral da Diocese do Huambo assumindo, em outubro do mesmo ano, a função de administrador apostólico da diocese na ausência do bispo titular Américo Henriques.
Em fevereiro de 1977 foi nomeado bispo da diocese de Malanje, tendo sido ordenado no dia 6 de março do mesmo ano no Huambo. A tomada de posse teve lugar na cidade de Malanje, no dia 20 de março de 1977.
A renúncia ao governo pastoral da diocese foi feita no dia 27 de setembro de 1998, tendo regressado seguidamente para Huambo.